# Denise Joannot-Donzet
Denise Joannot-Donzet, née le 20 janvier 1913 à Paris et morte le 28 janvier 2000 à Montfermeil, est une peintre française.

## Biographie
Denise Hélène Joannot est la fille de Léon Albert Joannot, commerçant et de Renée Valuche.
Élève de Clément, élève des Beaux-Arts, elle est paysagiste.
En 1935, elle épouse l'architecte André Jean Léonard Donzet.
Elle expose au Salon des indépendants en 1932, et obtient le prix de paysage de l'Union des femmes peintres et sculpteurs en 1936. Elle expose Sous-bois à la Société nationale des beaux-arts en 1937, trois toiles au Salon des artistes français de 1939 dont elle est Sociétaire, et six toiles au Salon d'hiver de 1942. Elle expose des paysages à la galerie Faure en 1946.
Elle meurt à Montfermeil à l'âge de 87 ans.